# Sovetski (Gulkévichi, Krasnodar)
Sovetski (del ruso: Советский) es un posiólok del raión de Gulkévichi del krai de Krasnodar, en el sur de Rusia. Está situado en la orilla izquierda del río Kubán, 19 km al oeste de Gulkévichi y 120 km al este de Krasnodar, la capital del krai. Tenía 1 011 habitantes en 2010.
Pertenece al municipio Kubán.